# Henning (Tennessee)
Henning è un comune degli Stati Uniti d'America, situato nello Stato del Tennessee, nella Contea di Lauderdale.